# K-1M
K-1M（ウクライナ語: К-1М）は、ウクライナの鉄道車両メーカーであるタトラ＝ユークがウクライナ各地へ向けて展開している路面電車車両。車内の一部が低床構造となっている部分超低床電車である。

## 概要・運行
2001年から製造が行われたタトラ＝ユーク（Татры-Юг）製の路面電車車両・K-1を基に開発が行われた車両。最大の特徴は車体中央部、車内のうち35 %が床上高さ360 mmの低床構造に改められている事で、これにより中央扉からステップを介する事なく乗降が可能となっている。また、安全性を確保するため車内・車外に監視カメラが設置されている。
それ以外の車体構造（全溶接式構造の鋼製車体、片運転台のボギー車）はK-1と共通であり、電気機器についてもK-1と同様にウクライナ各企業が製造した部品が用いられ、制御装置は電機子チョッパ制御方式（IGBT素子）に対応している。これにより、他社が展開していた超低床電車や部分超低床電車より安価での購入が可能となっている他、連接車では輸送力が過剰となる路線にも適している。
製造は2012年から行われ、2020年現在ウクライナの3つの都市に導入されている。
| K-1M 導入都市一覧           | K-1M 導入都市一覧 | K-1M 導入都市一覧 |
| 都市                        | 導入車両数        |                   |
| --------------------------- | ----------------- | ----------------- |
| キーウ (キーウ市電)         | 8両               |                   |
| オデッサ (オデッサ市電)     | 1両               |                   |
| マリウポリ (マリウポリ市電) | 1両               |                   |